# Соколовская, Юлия Сергеевна
Ю́лия Серге́евна Соколо́вская (укр. Юлія Сергіївна Соколовська; род. 12 апреля 1985) — украинский общественный деятель и политик. Занималась внедрением реформы здравоохранения в проектах международной технической помощи. Чрезвычайный и полномочный посол Украины в Испании с 21 июля 2025 года.
С 29 августа 2019 по 4 марта 2020 года занимала должность министра социальной политики Украины. С 12 марта 2020 по 5 сентября 2024 года — заместитель руководителя Офиса президента Украины.

## Образование
В 2007 году с отличием окончила Киевский национальный экономический университет имени Вадима Гетьмана. В 2016 году получила второе высшее образование в Национальной академии государственного управления при Президенте Украины.
С 2015 по 2016 год проходила международные учебные программы: GIZ — программа подготовки тренеров по евроинтеграции (Украина), UNICEF — изучение опыта Болгарии в сфере социальных услуг для детей (Болгария); Объединенный Венский Институт — курсы «Прикладной экономической политики» и «Публичное управления и структурные реформы» (Австрия), Институт МВФ — курс «Стабильный рост» (США), Всемирный банк — курс «Совершенствование системы здравоохранения и обеспечения финансирования: вызовы для всеобщего охвата» (США).

## Карьера
С 2007 года работала в частном секторе.
С 2009 года работала в Департаменте экономики и инвестиций Киевской городской государственной администрации, занимала должность заместителя начальника управления по вопросам инвестиционной и внешнеэкономической политики — начальника отдела привлечения инвестиций.
С 2014 по 2015 год возглавляла департамент документооборота Министерства экономического развития и торговли Украины.
С 2015 по 2016 год занимала должность директора департамента расходов бюджета социальной сферы в Министерстве финансов Украины.
С 2016 по 2017 год руководила департаментом по вопросам стратегического планирования и координации государственной политики Секретариата Кабинета министров Украины.
С 29 августа 2019 по 4 марта 2020 года занимала пост Министра социальной политики Украины в правительстве Гончарука.
С 12 марта 2020 по 5 сентября 2024 года — заместитель руководителя Офиса президента Украины.
С 21 июля 2025 года — чрезвычайный и полномочный посол Украины в Королевстве Испания, а также представитель Украины при Всемирной туристской организации (ВТО) по совместительству.